# Alpinia vulcanica
Alpinia vulcanica är en enhjärtbladig växtart som beskrevs av Adolph Daniel Edward Elmer. Alpinia vulcanica ingår i släktet Alpinia och familjen Zingiberaceae. Inga underarter finns listade i Catalogue of Life.